# Związek Zawodowy Muzyków RP
Związek Zawodowy Muzyków RP – związek zawodowy zrzeszający polskich muzyków.
W skład komitetu założycielskiego weszli tacy muzycy jak: Krystyna Prońko, Wanda Kwietniewska, Tomasz Lipiński, Wojciech Konikiewicz, Mieczysław Jurecki, Robert Chojnacki i inni. Do zarządu ZZM RP dołączyli m.in. Leszek Biolik, Wojciech Wójcicki, Maciej Zieliński (kompozytor) i Ryszard Wojciul. Związek został zarejestrowany w rejestrze KRS w 20 czerwca 2016 roku, mimo że wniosek o rejestrację złożono 21 marca 2013 roku. Opóźnienie w rejestracji wzięło się z przepisów prawnych, które pozwalały na założenie związku zawodowego jedynie pracownikom, członkom rolniczych spółdzielni produkcyjnych lub osób wykonujących pracę na podstawie umowy agencyjnej.
Celami statutowymi związku są:
1. reprezentacja i obrona godności swoich członków,
2. obrona interesów zawodowych, materialnych i socjalnych członków Związku,
3. obrona praw pracowniczych w zakresie wykonywanej pracy zawodowej, statusu materialnego, bezpieczeństwa i higieny pracy,
4. prezentowanie stanowiska wobec organów administracji publicznej i innych organizacji,
5. kształtowanie etyki i godności zawodowej muzyków oraz ochrona tych wartości,
6. realizacja innych zadań wynikających z przepisów o związkach zawodowych, z prawa pracy i ratyfikowanych konwencji Międzynarodowej Organizacji Pracy.